# Hemitomaspis
Hemitomaspis is een geslacht van halfvleugeligen uit de familie schuimcicaden (Cercopidae). De wetenschappelijke naam van dit geslacht is voor het eerst geldig gepubliceerd in 1949 door Lallemand.

## Soorten
Het geslacht Hemitomaspis omvat de volgende soorten:
- Hemitomaspis caligata (Jacobi, 1908)
- Hemitomaspis ignobilis (Fowler, 1897)
- Hemitomaspis minuscula (Jacobi, 1908)